# 王万宾
王万宾（1949年7月—），山西阳泉人，中华人民共和国政治人物。中共第十七、十八届中央委员会委员，高级经济师。

## 生平
1965年9月至1969年10月，在马鞍山钢铁学校（现安徽工业大学）冶金机械专业学习。1969年10月参加工作，历任马鞍山钢铁公司动力厂汽轮机工、车工。1973年9月至1979年1月，历任马鞍山钢铁公司办公室调研员、秘书。其间，1974年11月加入中国共产党。1979年1月至1980年9月，任马鞍山钢铁公司党办秘书科副科长。
1980年9月至1983年5月，历任中共马鞍山市委办公室秘书科科长、副主任。1983年5月至1986年12月，任马鞍山钢铁公司党委常委、党办主任。其间，1983年9月至1986年7月，在安徽大学中文系汉语言文学（函授）专业学习。1986年12月至1987年7月，担任马鞍山钢铁公司党委常委、公司秘书长、党办主任。1987年7月到1993年3月，担任马鞍山钢铁公司副经理、党委常委。其间，1989年9月至1992年7月，在中共中央党校经济管理专业函授学习。
1993年3月至1994年8月，任中共马鞍山市委副书记、马鞍山钢铁公司党委书记、第一副经理。1993年9月至1994年8月，担任马钢股份有限公司党委书记、副董事长。
1994年8月至1996年4月，担任中华人民共和国冶金工业部人事教育司司长。1996年4月至1998年3月，担任冶金工业部副部长、党组成员，并兼任冶金工业部人事教育司司长。1998年3月至1999年6月，担任国家冶金工业局局长、党组书记。其间，1995年9月至1998年7月，在中共中央党校研究生部在职研究生班经济管理专业学习，取得中共中央党校在职研究生学历。1999年6月至2001年7月，担任国家经济贸易委员会副主任、党组成员。2001年6月，中国科学技术协会第六次全国代表大会召开，并选举其出任第六届全国委员会顾问。
2001年7月起，担任中共广西壮族自治区党委副书记，广西壮族自治区人民政府副主席、党组副书记（在党组副书记中排名第一）。2001年11月起，兼任广西壮族自治区企业工委书记。2004年2月，调任中共辽宁省委委员、常委、副书记。2004年3月，辞去广西壮族自治区人民政府副主席。2004年3月至2005年12月，兼任中共辽宁省委党校校长。
2005年12月，调任第十届全国人大常委会常务副秘书长、机关党组书记。2008年3月，连任第十一届全国人大常委会常务副秘书长、机关党组书记。
他还是中共十五大代表，广西壮族自治区第九、十届人大代表。
2015年7月1日，第十二届全国人民代表大会常务委员会第十五次会议任命王万宾为第十二届全国人民代表大会民族委员会副主任委员。

## 著作
- 王万宾. . 北京: 中国民主法制出版社. 2017. ISBN 978-7-5162-1542-5.